# Köperödssjöarna
Nordost om Uddevalla ligger Köperödssjöarna som är ett vattenskyddsområde och vattentäkt för det kommunala vattnet i Uddevalla tätort.